# سعدیه
آرامگاه سعدی معروف به سعدیه مکان خاکسپاری سعدی، شاعر پارسی‌گوی است. این اثر را محسن فروغی طراحی کرده‌است.
این آرامگاه در انتهای خیابان بوستان و کنار باغ دلگشا در دامنهٔ کوه در شمال شرق شیراز قرار دارد. در اطراف مقبره، قبور زیادی از بزرگان دین وجود دارند که بنا به وصیت خود، در آنجا مدفون شده‌اند. از جمله مهم‌ترین‌های آن می‌توان شوریده شیرازی را نام برد که آرامگاهش به وسیله رواق به آرامگاه سعدی متصل شده‌است. آرامگاه شیخ مشرف الدین بن مصلح الدین سعدی شیرازی در تاریخ ۲۰ آبان ۱۳۵۳ به شمارهٔ ثبت ۱۰۱۰٫۳ در انجمن آثار ملی به ثبت رسیده‌است.
لغت‌نامه دهخدا به نقل از فرهنگ برهان قاطع نام موضعی که شیخ سعدی در آنجا آرمیده را «گازرگاه» نامیده و به نقل از فرهنگ آنندراج گازرگاه را حد شیراز نزدیک به مرقد شیخ مصلح‌الدین سعدی شیرازی دانسته‌است.
سکه‌های پانصد ریالی برنزی جمهوری اسلامی ایران از سال ۱۳۸۷ خورشیدی به نقش آرامگاه سعدی مزین شده‌است و همچنین از سال ۱۳۸۹ اسکناس‌های یکصد هزار ریالی با نقش آرامگاه سعدی در پشت آن چاپ شده‌است.

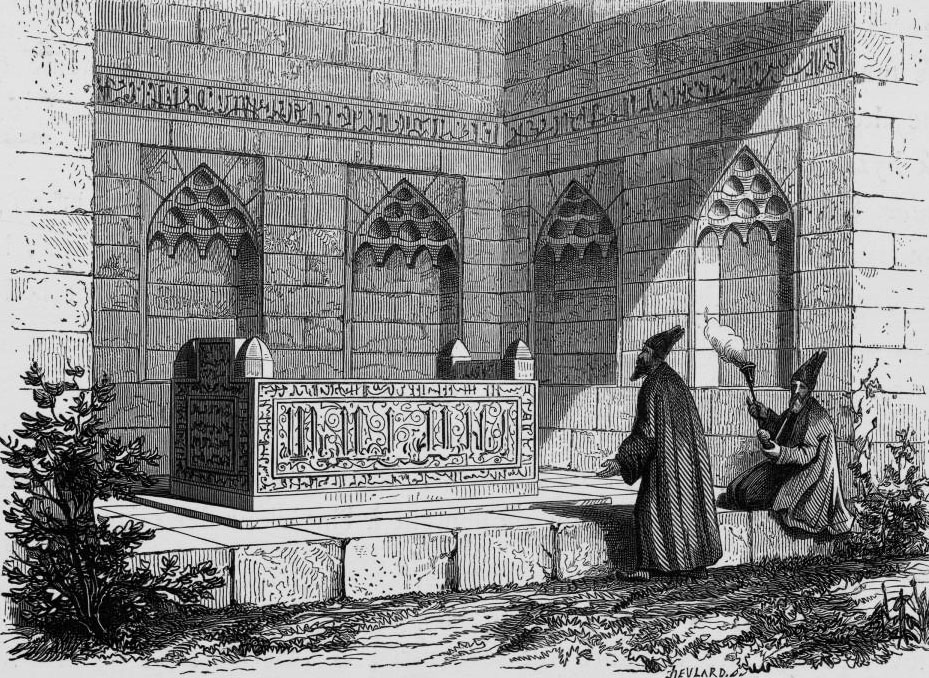
مقبره ساخت کریم‌خان در عصر محمدشاه قاجار

## تاریخچه

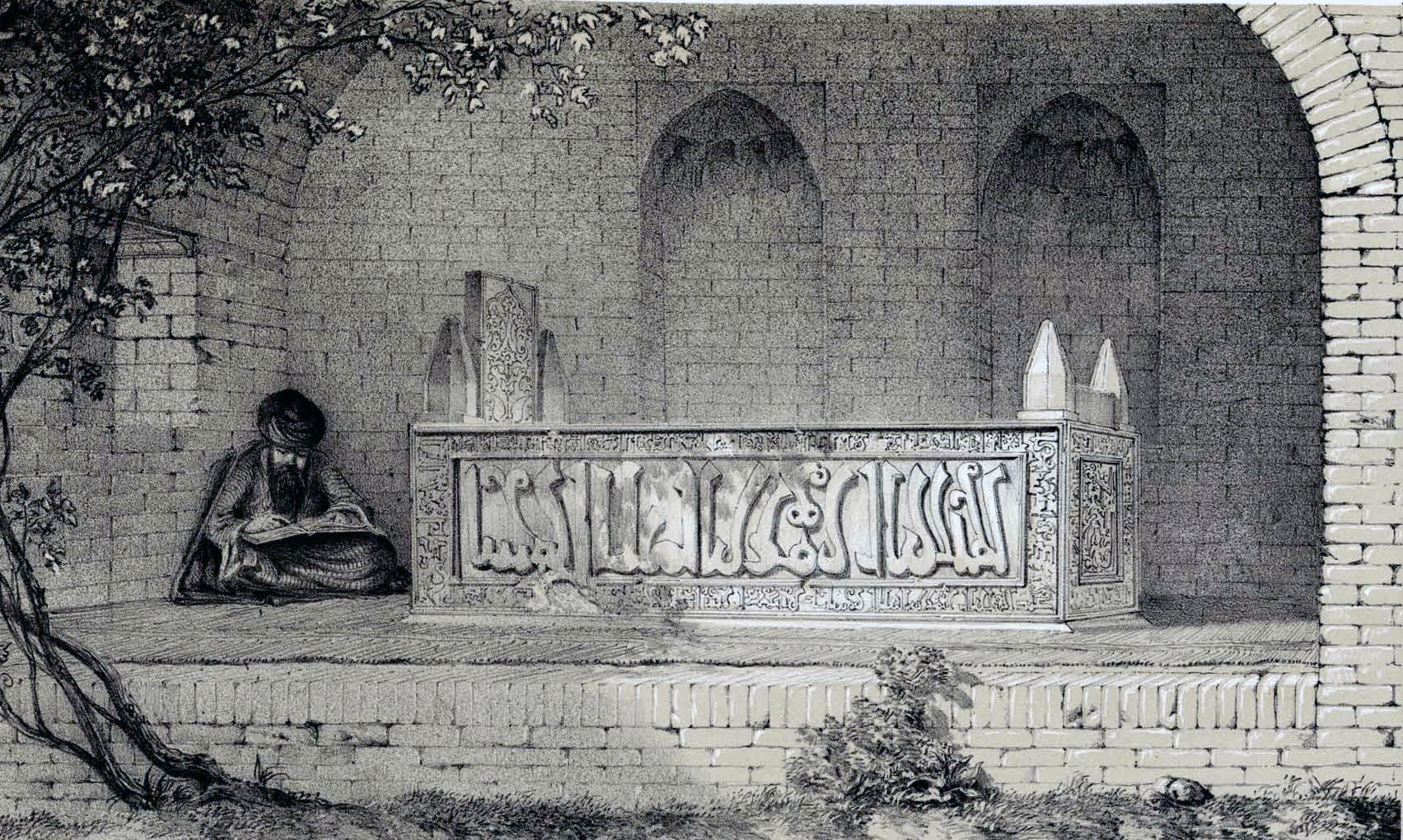
نمایی از آرامگاه نخستین در اوایل دوره قاجار اثر اوژن فلاندن

این مکان در ابتدا خانقاه سعدی بوده که وی اواخر عمرش را در آنجا می‌گذرانده و سپس در همان‌جا خاکسپاری شده‌است. برای اولین بار در قرن هفتم توسط شمس‌الدین محمد صاحب‌دیوانی وزیر معروف اباقاخان، مقبره‌ای بر فراز قبر سعدی ساخته شد.
بنا به گزارش ابن بطوطه، (که ۵۷ سال پس از درگذشت سعدی نوشته شده و قدیمی‌ترین گزارش موجود از آرامگاه سعدی است) مردم بازدیدکننده از آرامگاه سعدی، جامه خود را در حوضچه‌هایی مرمرین می‌شستند. به باور مردم شیراز (که از قبل از سعدی و شاید قبل از اسلام وجود داشته)، شستشو در این آب، شفابخش بوده‌است.
در سال ۹۹۸ به حکم یعقوب ذوالقدر، حکمران فارس، خانقاه شیخ ویران گردید و اثری از آن باقی نماند. در سال ۱۱۸۷ ه‍. ق به دستور کریم‌خان زند، بنایی معروف به عمارتی ملوکانه از گچ و آجر بر بالای آرامگاه سعدی بنا گردید. طبقهٔ پایین دارای راهرویی بود که پلکان طبقه دوم از آنجا شروع می‌شد. در دو طرف راهرو دو اتاق کرسی‌دار ساخته شده بود. در اتاقی که سمت شرق راهرو بود، قبر سعدی قرار داشت و معجری چوبی آن را احاطه کرده بود. قسمت غربی راهرو نیز موازی قسمت شرقی، شامل دو اتاق می‌شد، که بعدها شوریده شیرازی (فصیح الملک) شاعر نابینای شیرازی در اتاق غربی این قسمت به خاک سپرده شد. طبقهٔ بالای ساختمان نیز مانند طبقه زیرین بود، با این تفاوت که بر روی اتاق شرقی که آرامگاه سعدی در آنجا بود، به احترام شیخ اتاقی ساخته نشده بود و سقف آن به اندازهٔ دو طبقه ارتفاع داشت.
بر اساس روایت محمدتقی بهروزی در اوایل دوران قاجار، یکی از علمای شیراز به دلیل انتساب سعدی به مذهب اهل تسنن، دستور تخریب و شکستن سنگ آرامگاه او را می‌دهد و این سبب می‌شود که مدتی بعد علی‌اکبرخان قوام‌الملک شیرازی نسبت به تهیه و نصب سنگ کنونی اقدام کند، و بخشی از اشعار سعدی برگرفته از بوستان را که در ستایش پیامبر اسلام سروده شده‌اند، با اندکی تغییر روی آن حک کند. این سنگ در بنای ساخته شده توسط کریم‌خان زند تا زمان آغاز ساخت آرامگاه کنونی وجود داشت.
این بنا در دورهٔ قاجاریه (سال ۱۳۰۱) توسط فتحعلی‌خان صاحب‌دیوان مرمت شد و چند سال بعد نیز حبیب‌الله‌خان قوام‌الملک دستور تعمیر و ترمیم قسمتی از بنا را صادر کرد. آخرین متولی، خادم و کلید دار آرامگاه سعدی قبل از تجدید بنای فعلی «کربلایی سید زین العابدین حسینی (چینی)» بودند و ایشان در سال ۱۳۲۱ ه‍.ش بر اثر بیماری حصبه از دنیا رفتند.
سال ۱۳۲۴ شعبهٔ انجمن آثار ملی در شیراز با عضویت و دبیری استاد علی سامی تشکیل شد که یکی از ایده‌های اولیهٔ آن، احیای مجموعهٔ سعدیه بود. سال ۱۳۲۵ بر اساس مصوبهٔ دولت مقرر شد از فروش قند و شکر آزاد کارخانهٔ قند مرودشت، کیلویی دو ریال برای ساختمان آرامگاه سعدی هزینه شود؛ اما اقدامات عملی و جدی از سال ۱۳۲۷ یعنی زمانی که علی‌اصغرخان حکمت، رئیس انجمن آثار ملی کشور و دبیرکل یونسکو در ایران بود و علی سامی نیز به عنوان دبیر انجمن آثار ملی در شیراز فعالیت می‌کرد، آغاز شد.
بنایی که در زمان کریم‌خان ساخته شده بود تا سال ۱۳۲۷ ه‍.ش برپا بود. در سال ۱۳۲۷ پس از کسب موافقت اولیه برای احیای مجموعهٔ سعدیه، از مسیو گدار که در آن زمان مدیر باستان‌شناسی ایران بود دعوت شد به شیراز بیاید و نظر خود را بیان کند؛ ولی پس از بحث و بررسی‌های گوناگون و بر اساس گزارش انجمن آثار ملی، در سال ۱۳۲۸ قرارداد طراحی آرامگاه سعدی با یک شرکت ساختمانی بسته شد و مهندس محسن فروغی و مهندس علی صادق به عنوان طراحان سعدیه آغاز به کار کردند. به این ترتیب در اسفندماه ۱۳۳۰ ساخت بنای آرامگاه سعدی که طراحان آن ایرانی و معماران و کارگران آن نیز شیرازی بودند، با اقتباس از کاخ چهل‌ستون و تلفیقی از معماری قدیم و جدید ایرانی در باغی به مساحت ۷۰۰ ۷ مترمربع به پایان رسید. در بعدازظهر یازدهم اردیبهشت‌ماه ۱۳۳۱ آرامگاه سعدی با حضور دکتر محمود حسابی که در آن زمان وزیر فرهنگ بود و علی‌اصغرخان حکمت و تعداد زیادی از شاعران، نویسندگان، بازرگانان و صاحب منصبان افتتاح شد. هم‌زمان با افتتاح سعدیه، در صبح همان روز از مجسمهٔ سعدی که در دروازهٔ اصفهان نصب شده بود پرده‌برداری شد. این مجسمه توسط هنرمند برجستهٔ ایرانی، استاد ابوالحسن صدیقی ساخته شد و بر اساس گزارش مالی انجمن آثار ملی، برای ساخت آن ۱۴ هزار و ۵۰۰ تومان به استاد پرداخت شد؛ البته کل هزینهٔ ساخت سعدیه در آن سال، ۹۸۰هزار تومان بود.

### ساختمان جدید

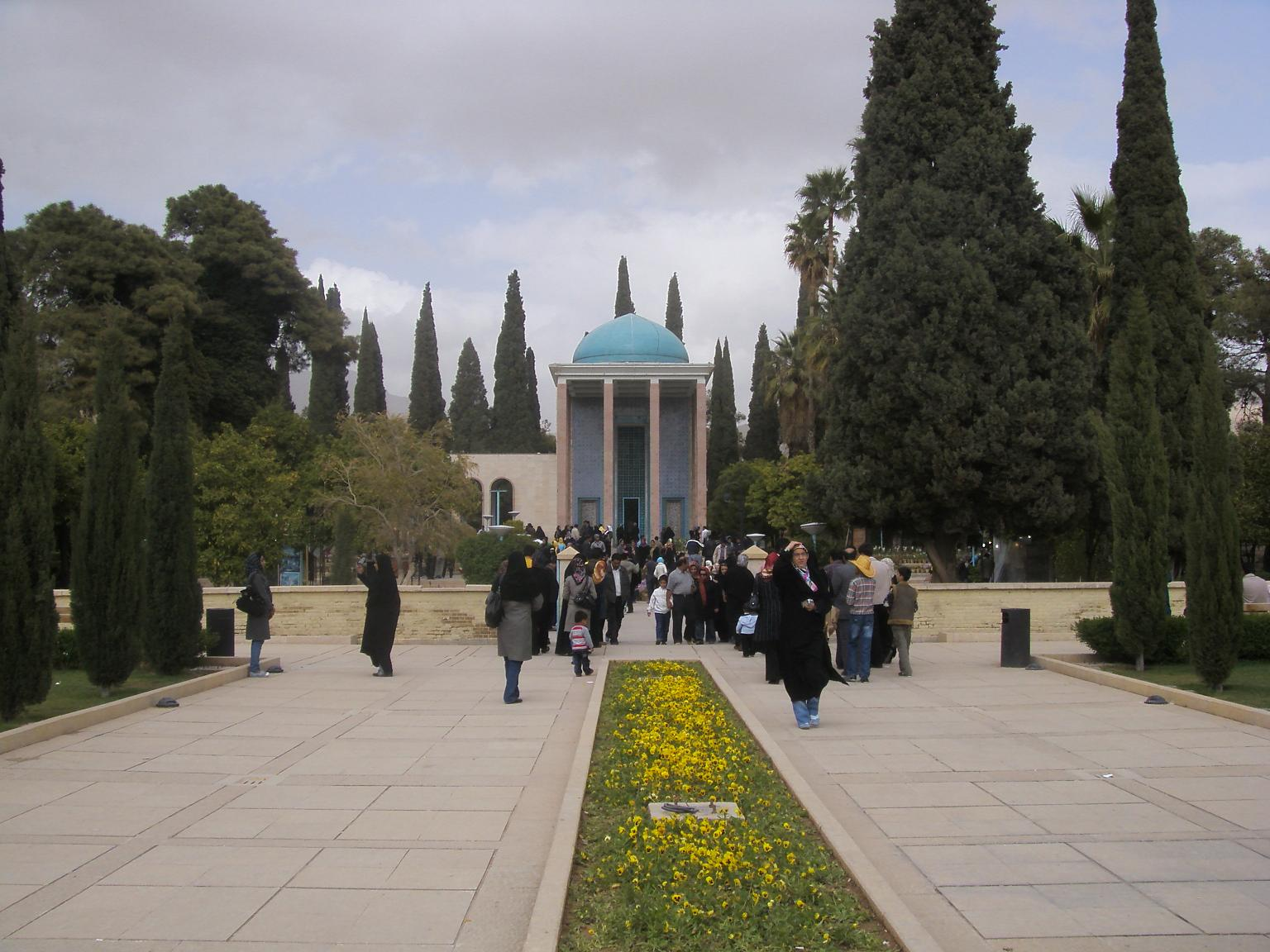

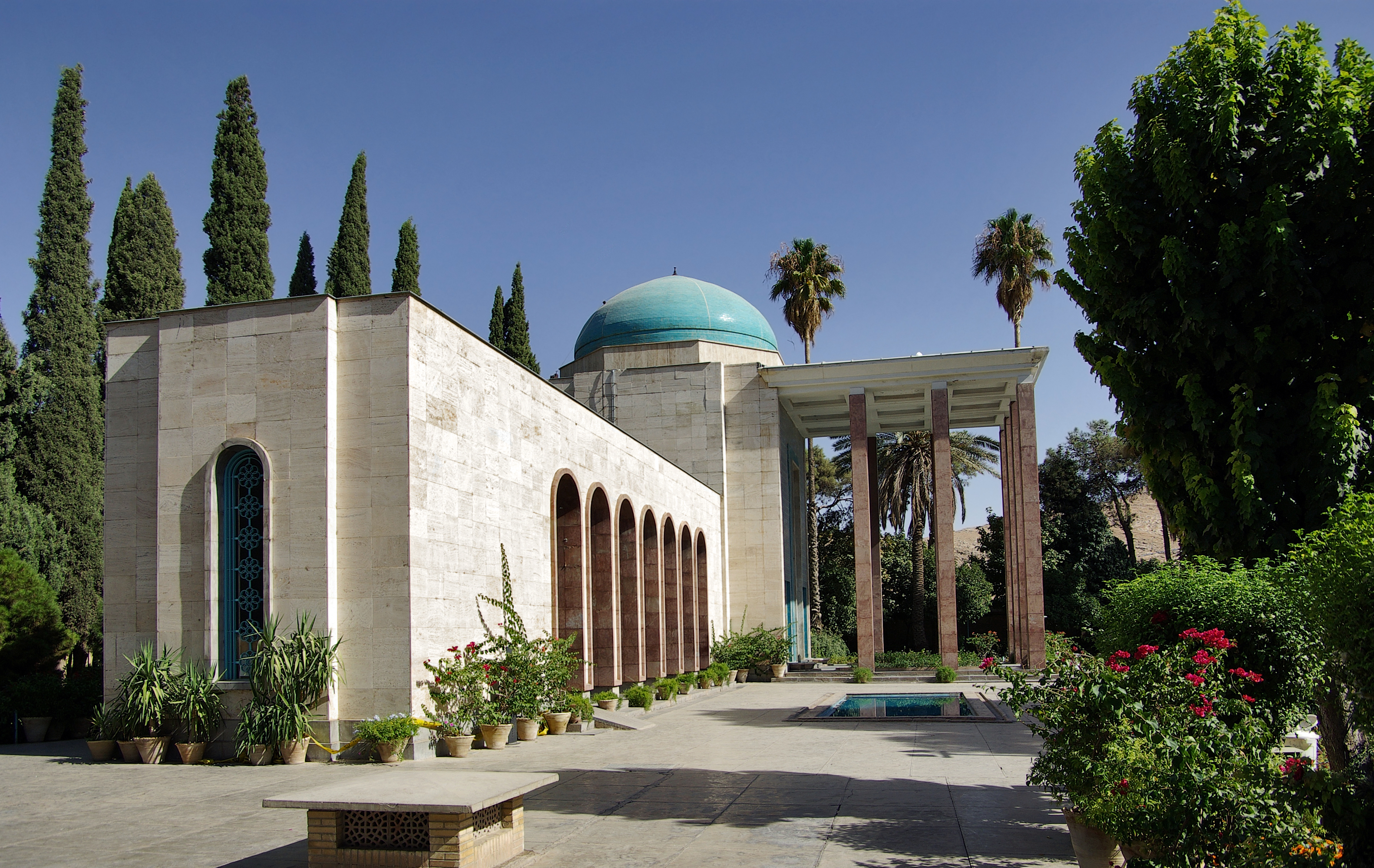

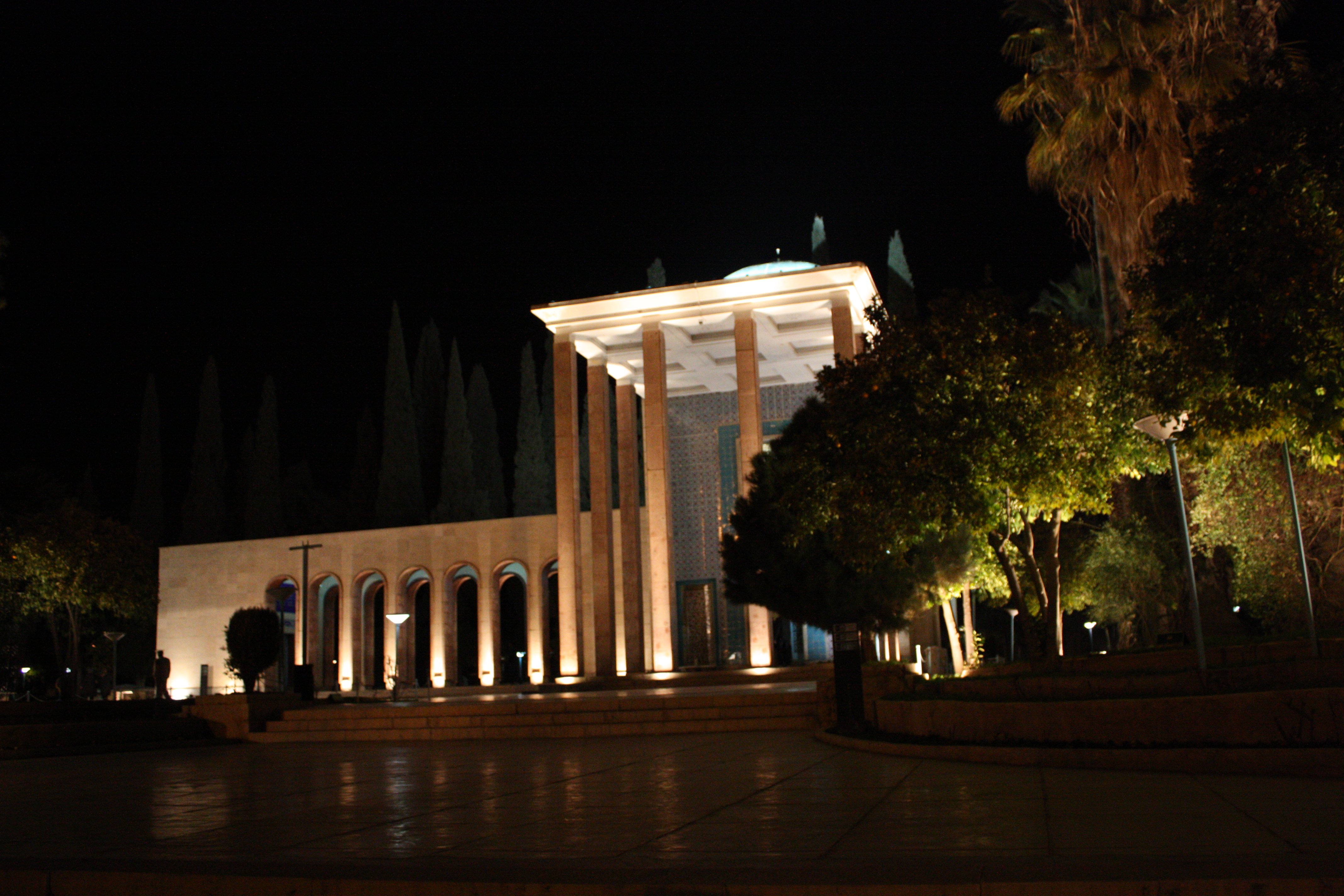

محسن فروغی معمار مدرنیست ایرانی طرح آرامگاه را با همکاری علی اکبر صادق با الهام گرفتن از عناصر معماری سنتی ایران، در سال ۱۳۳۰ طراحی نمود.
ساختمان به سبک ایرانی است با ۸ ستون از سنگ‌های قهوه‌ای رنگ که در جلوی مقبره قرار دارند و اصل بنا با سنگ سفید و کاشی کاری مزین است. بنای آرامگاه از بیرون به شکل مکعبی دیده می‌شود اما در داخل هشت ضلعی است با دیوارهایی از جنس مرمر و گنبدی لاجوردی.
زیربنای اصلی آرامگاه حدود ۲۵۷ متر مربع است. ساختمان اصلی آرامگاه شامل دو ایوان عمود برهم است که قبر شیخ در زاویهٔ این دو ایوان قرار گرفته‌است. بر روی آرامگاه گنبدی از کاشی‌های فیروزه‌ای رنگ ساخته شده‌است. سنگ‌های پایه‌های بنا، سیاه رنگ است و ستون‌ها و جلوی ایوان از سنگ گرانتیت قرمز مخصوصی ساخته شده‌است. نمای خارجی آرامگاه از سنگ تراورتن و نمای داخلی آن از سنگ مرمر است.
سنگ قبر در وسط عمارتی هشت ضلعی قرار دارد و سقف آن با کاشی‌های فیروزه‌ای رنگ تزیین شده‌است. در هفت ضلع ساختمان، هفت کتیبه قرار دارد که از قسمت‌هایی از گلستان، بوستان، قصاید، بدایع و طیبات شیخ انتخاب گردیده و به خط «ابراهیم بوذری» نوشته شده‌است. متن یک کتیبهٔ دیگر از «علی اصغر حکمت» است که در مورد چگونگی ساخت بقعه توضیحاتی داده.
بنا در سمت چپ به رواقی متصل می‌شود که در آن هفت طاق وجود دارد که با کف‌سازی سیاه رنگ به آرامگاه شوریده شیرازی پیوند می‌خورد. این آرامگاه در یک اتاق قرار دارد و کتیبه‌ای بر سر در آن است که شاعر را معرفی می‌کند و شعری از خود شاعر بر کاشیهای سرمه‌ای بر روی دیوار نوشته شده‌است.
قطعه‌هایی از کتیبهٔ سنگی مربوط به سردر آرامگاه که متعلق به زمان کریم‌خان زند بوده و در اثر سانحه‌ای در گذشته‌های دور شکسته شده، هم‌اکنون در درون آرامگاه محفوظ مانده‌است. این قطعه ضمن خاک‌برداری خیابان برای تعمیر آسفالت از دل خاک بیرون آمده‌است. بر روی سنگ مذکور قسمتی از شعر سعدی به خط ثلث عالی نوشته شده‌است با این مطلع:
| الهی به عزت که خوارم مکن |  | به ذل گنه شرمسارم مکن |

#### ضلع غربی
در ضلع غربی، قصیده‌ای با مطلع زیر دیده می‌شود:
| خوش است عمر، دریغا که جاودانی نیست |  | پس اعتماد بر این چند روز فانی نیست |

#### ضلع شرقی
در ضلع شمال شرقی ابیاتی از بوستان با این مطلع نوشته شده:
| الا ای که بر خاک ما بگذری |  | به خاک عزیزان که یادآوری |

#### ضلع جنوب شرقی
در ضلع جنوب شرقی، کتیبه‌ای دیگر از گلستان با این عبارت به چشم می‌خورد:
یاد دارم که با کاروان همه شب رفته بودم…

#### ضلع جنوب غربی
در ضلع جنوب غربی، غزلی از بدایع با این مطلع نوشته شده:
| ای صوفی سرگردان، در بند نکونامی |  | تا درد نیاشامی، زین درد نیارامی |

#### ضلع شمال غربی
در ضلع شمال غربی ایوان (نزدیک آرامگاه شوریده شیرازی) دوازده بیت از قصیده‌ای با مطلع زیر به چشم می‌خورد:
| خاک من و توست که باد شمال |  | می‌ببرد سوی یمین و شمال |

همچنین غزلی از طیبات به خط شاهزاده ابراهیم سلطان فرزند شاهرخ تیموری و با این مطلع حک شده‌است:
| به جهان خرم از آنم که جهان خرم از اوست |  | عاشقم بر همه عالم که همه عالم از اوست |

#### ضلع شرقی
در ضلع شرقی نیز دوازده بیت از قصیده‌ای به خط نستعلیق و با این مطلع دیده می‌شود:
| بسی صورت بگردیده‌است عالم |  | وز این صورت بگردد عاقبت هم |

#### سنگ قبر
علی اکبرخان قوام الملک شیرازی، سنگ قبر کنونی را که سماق سرخ کم رنگی است، بر روی قبر شیخ نصب کرد و کتیبهٔ زیر را که از اشعار بوستان است، با خط نستعلیق عالی بر آن نگاشت:
کل شی هالک و انت الباقی
| کریم السجایا، جمیل الشیم |  | نبی البرایا، شفیع الامم |

### محوطه

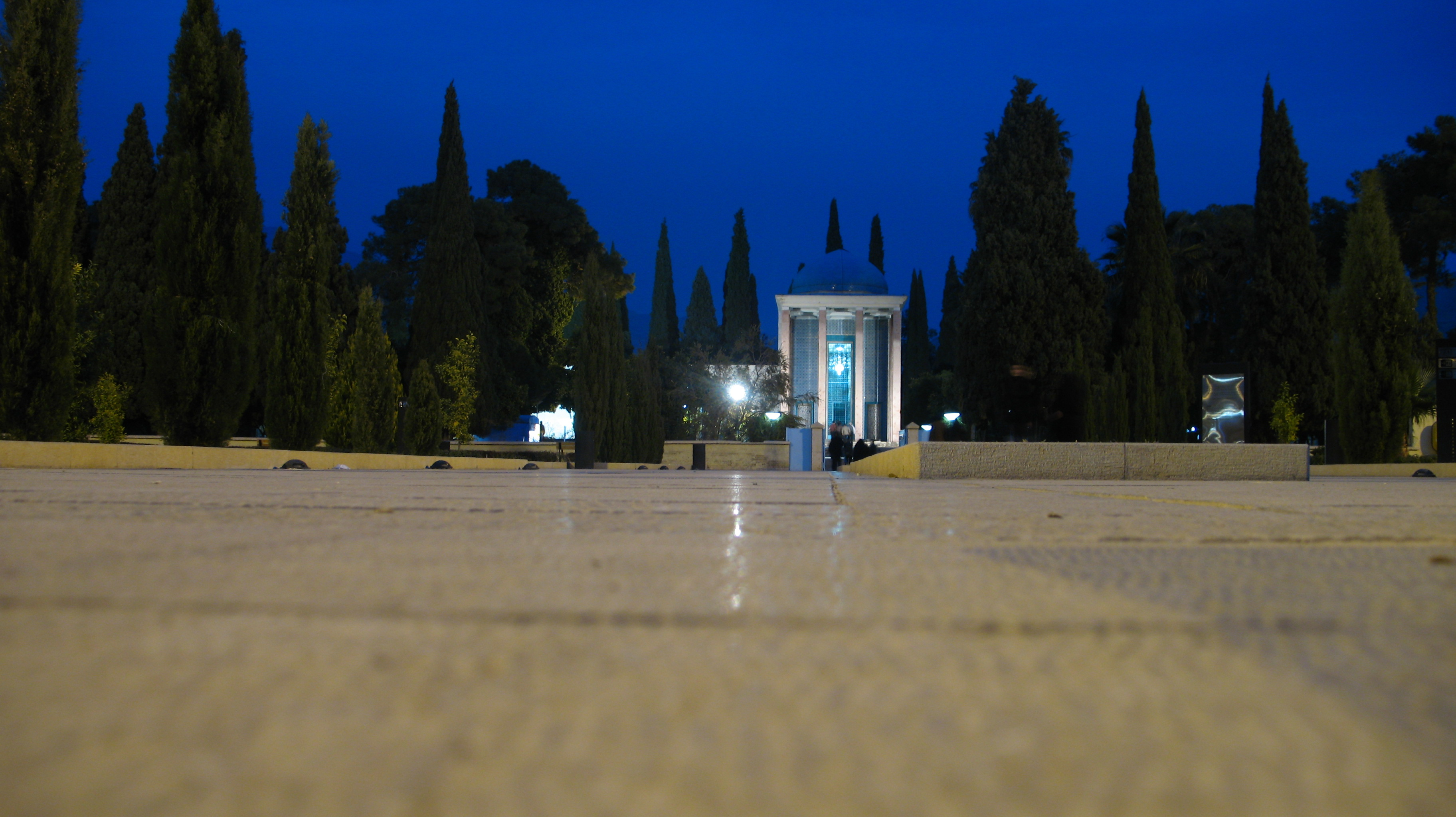
نمایی از آرامگاه در شب

در طرح جدید پس از خرید و تخریب خانه‌های اطراف، آرامگاه دارای محوطه‌ای در حدود ۱۰۳۹۵ متر مربع شد. محوطهٔ باغ به سبک ایرانی گل‌کاری، درخت‌کاری و باغچه‌بندی شده‌است. در وسط حیاط دو حوض مستطیل شکل، با جهت شمالی - جنوبی در دو طرف محوطهٔ آرامگاه قرار دارد و حوض دیگری در جهت شرقی - غربی در مقابل ایوان اصلی بنا واقع شده‌است.

#### ورودی

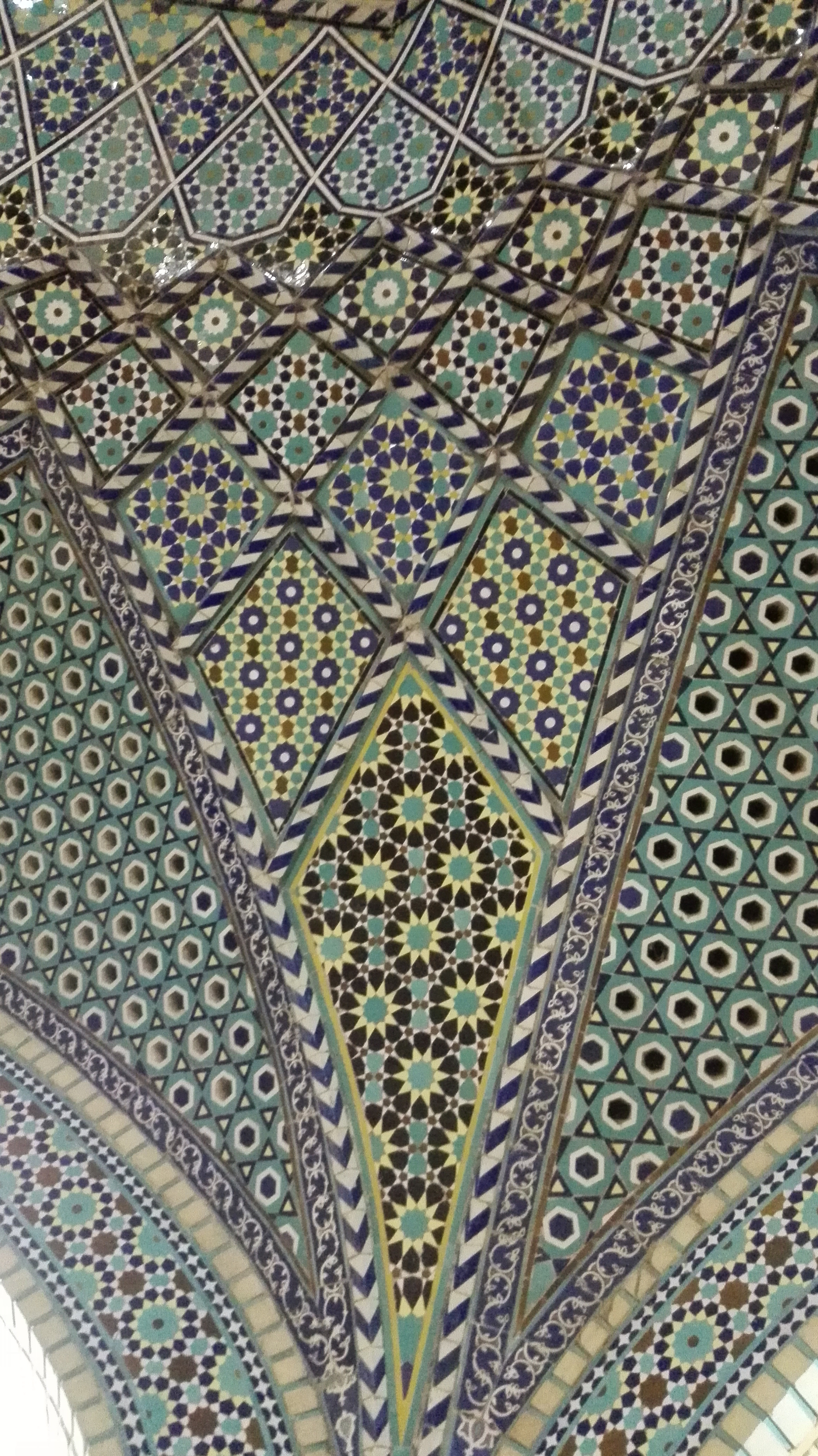
نمایی کاشیکاریهای آرامگاه

ورودی مجموعه در راستای ورودی آرامگاه است که معمار آن آندره گدار فرانسوی است. بر روی درب ورودی سعدیه این بیت به چشم می‌خورد:
| ز خاک سعدی شیراز بوی عشق آید |  | هزار سال پس از مرگ او گرش بویی |

#### حوض سکه
در جلوی رواق، حوضی قرار دارد که در آن سکه به نشان گرفتن حاجت می‌اندازند. نام دیگر این حوض، حوض ماهی است.

#### قنات
در عمق ده متری صحن آرامگاه قناتی وجود دارد که آب آن دارای مواد گوگردی و جیوه است. آب این قنات که در زیر زمین جریان دارد به درون «حوض ماهی» می‌ریزد.

#### حوض ماهی
این حوض در سمت چپ آرامگاه واقع است و در داخل به شکل هشت ضلعی است. حوض با زیربنایی در حدود ۳۰٫۲۵ مترمربع، با ۲۸ پله به صحن آرامگاه وصل می‌شود. مشهور است که سعدی نزدیک زاویهٔ خود، حوضچه‌هایی از سنگ مرمر ساخته بوده که آب در آن‌ها جریان داشته‌است. شستشو در این آب، خصوصاً در شب چهارشنبه سوری، جزء معتقدات مردم شیراز بوده‌است.
کاشی کاری‌های داخل حوض ماهی که به سبک عمدهٔ سلجوقی است، در سال ۱۳۷۲ توسط استاد کاشی کار «تیرانداز» طراحی شده و توسط میراث فرهنگی اجرا گردیده‌است. بر فراز حوض ماهی یک نورگیر به شکل هشت ضلعی و دو نورگیر چهارضلعی در طرفین آن قرار دارد. زیرزمین سعدیه امروزه به چایخانهٔ سنتی تبدیل شده‌است.

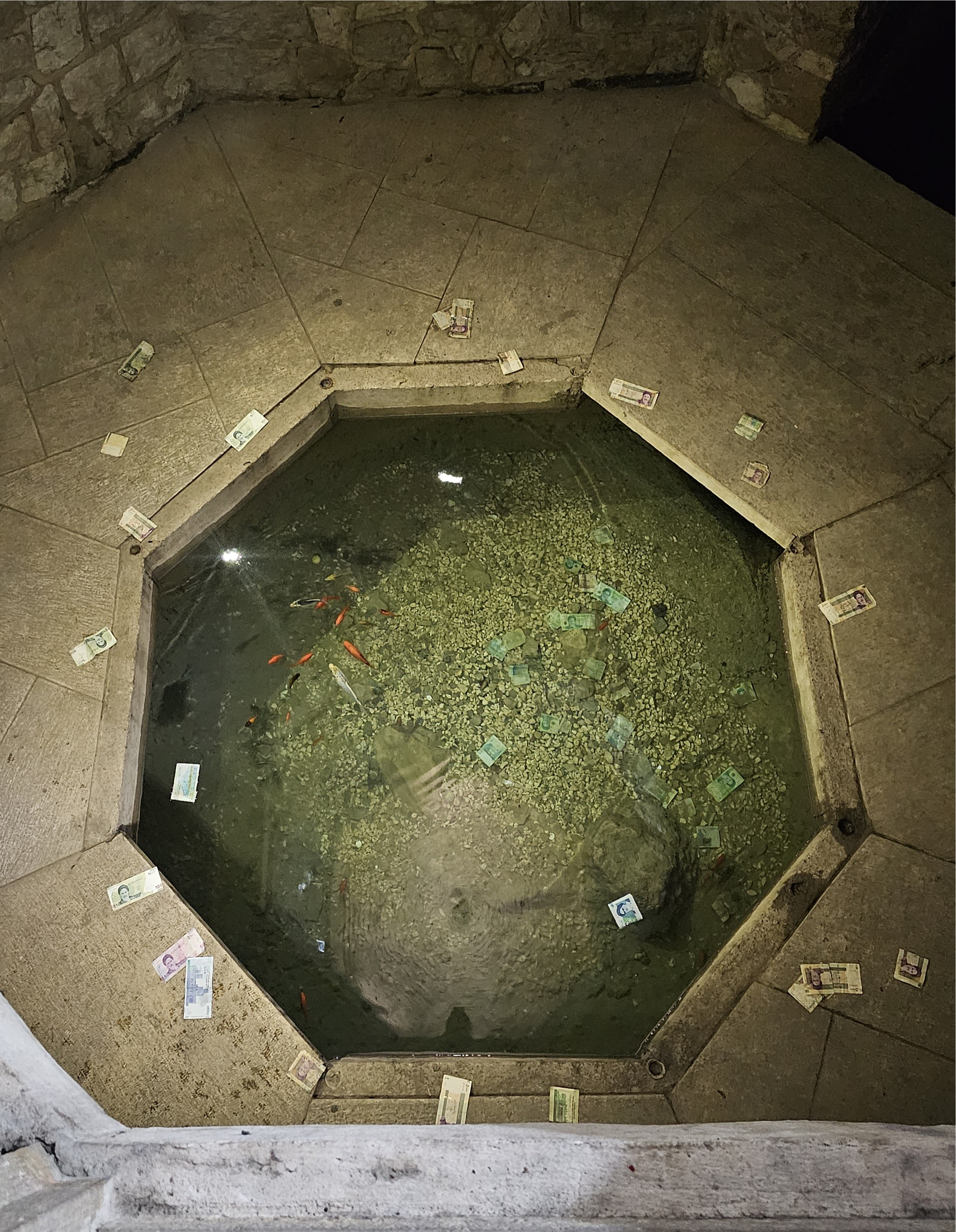
حوض ماهی سعدیه
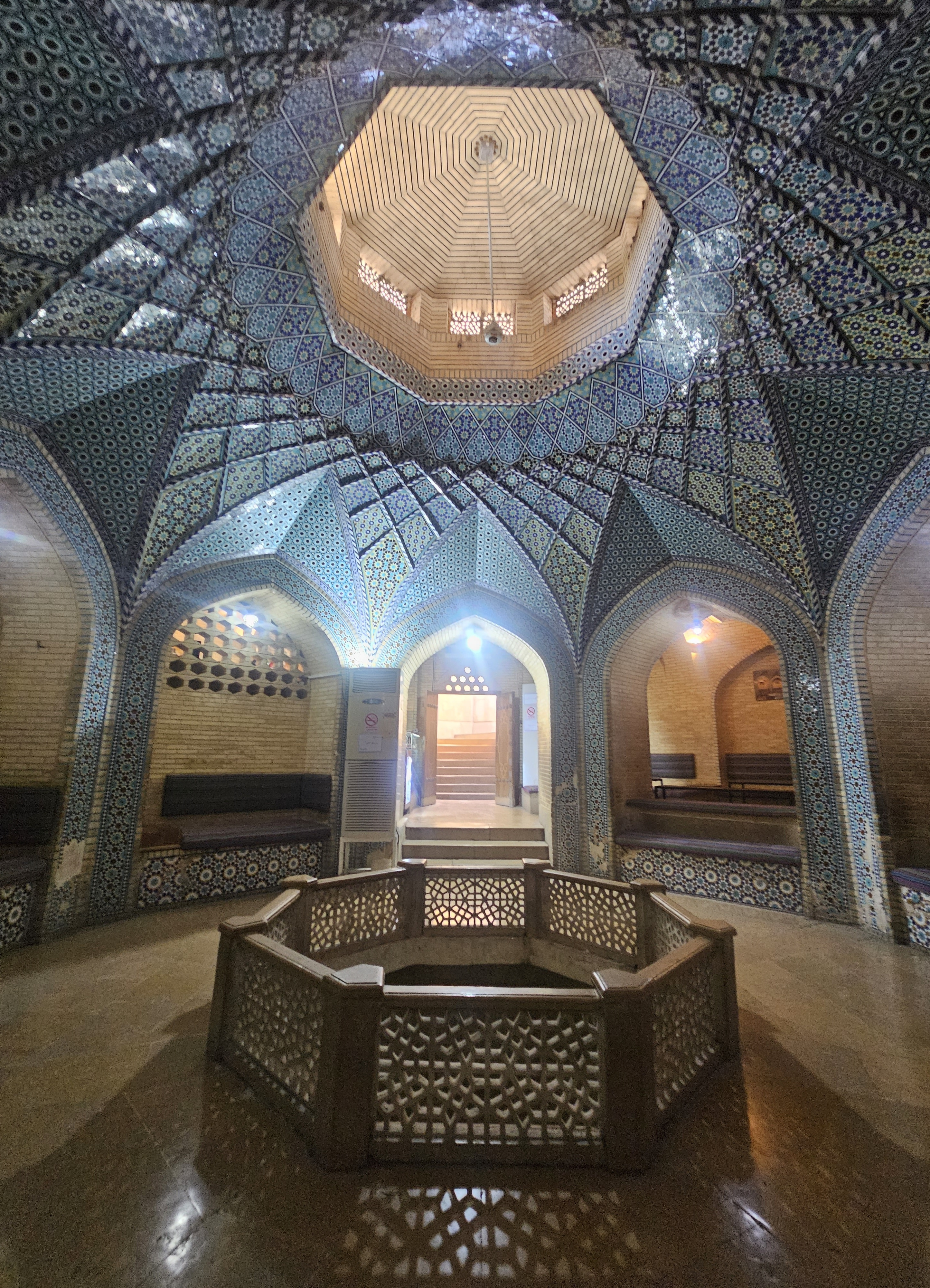
حوض ماهی سعدیه

دو ساختمان آجری در کنار حوض ماهی وجود دارد که یکی دفتر و دیگری کتابخانهٔ عمومی سعدیه است علاوه بر ساختمانی دیگر که سرویس بهداشتی در آن قرار دارد.

## نگارخانه

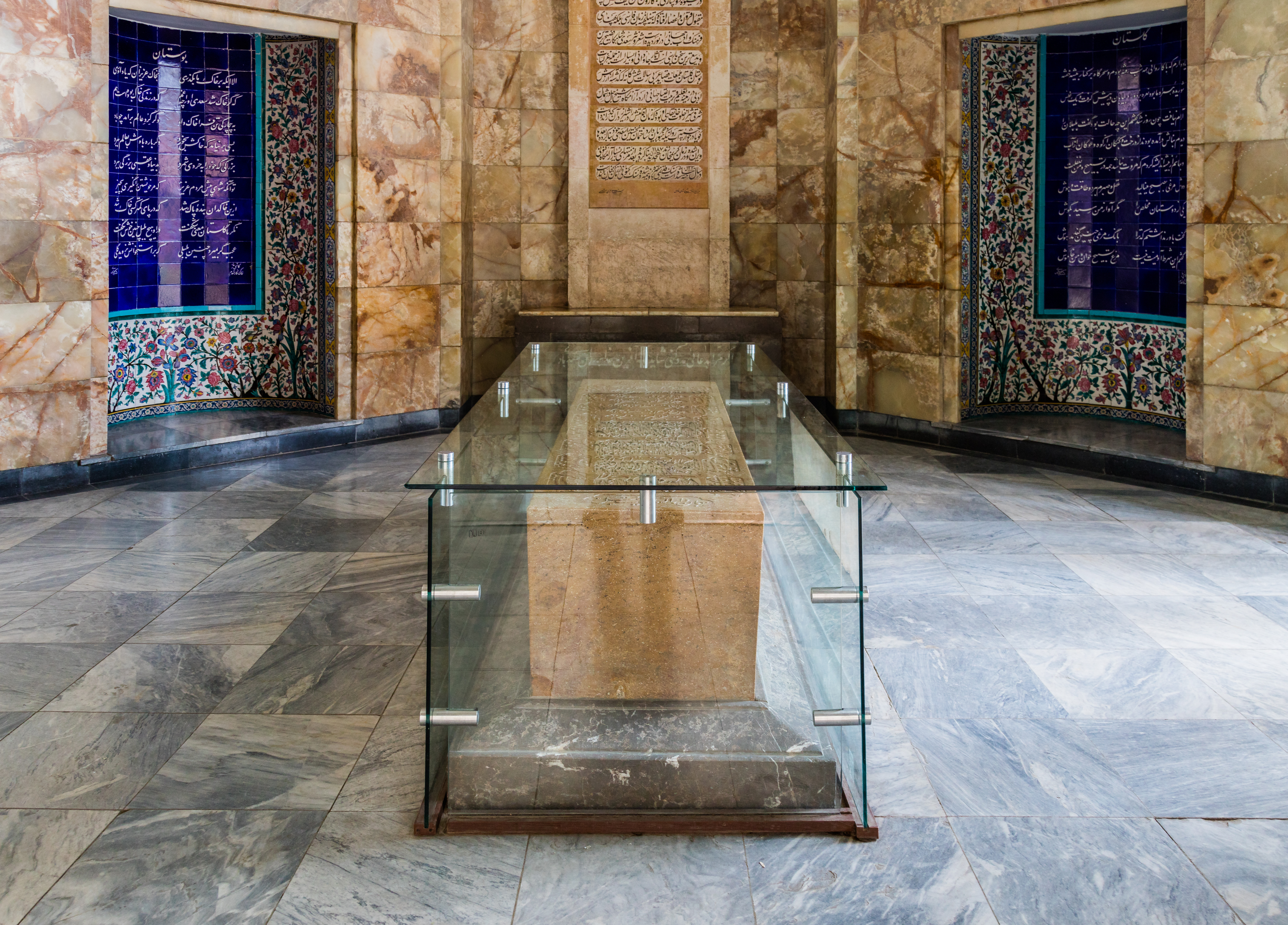
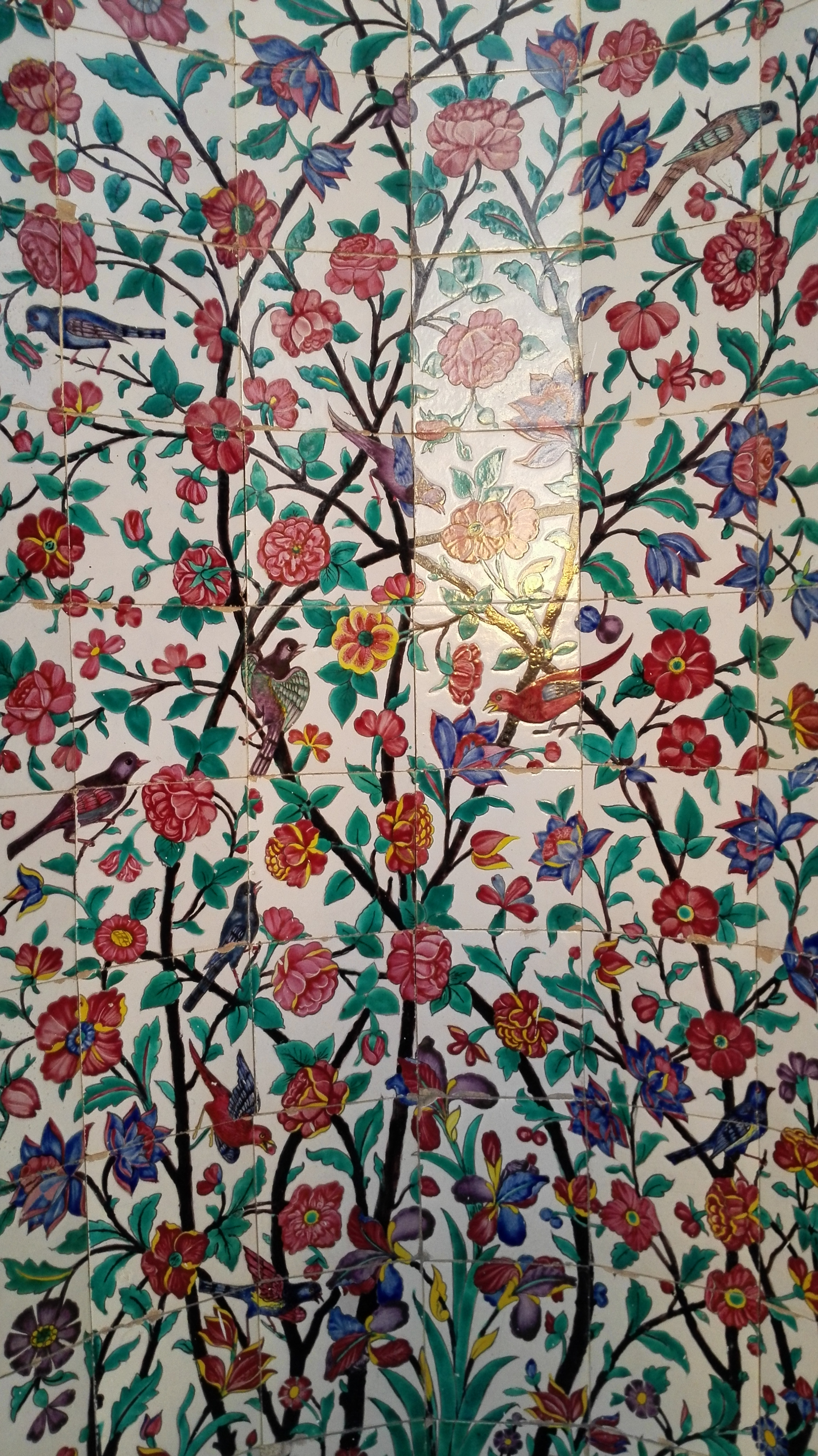
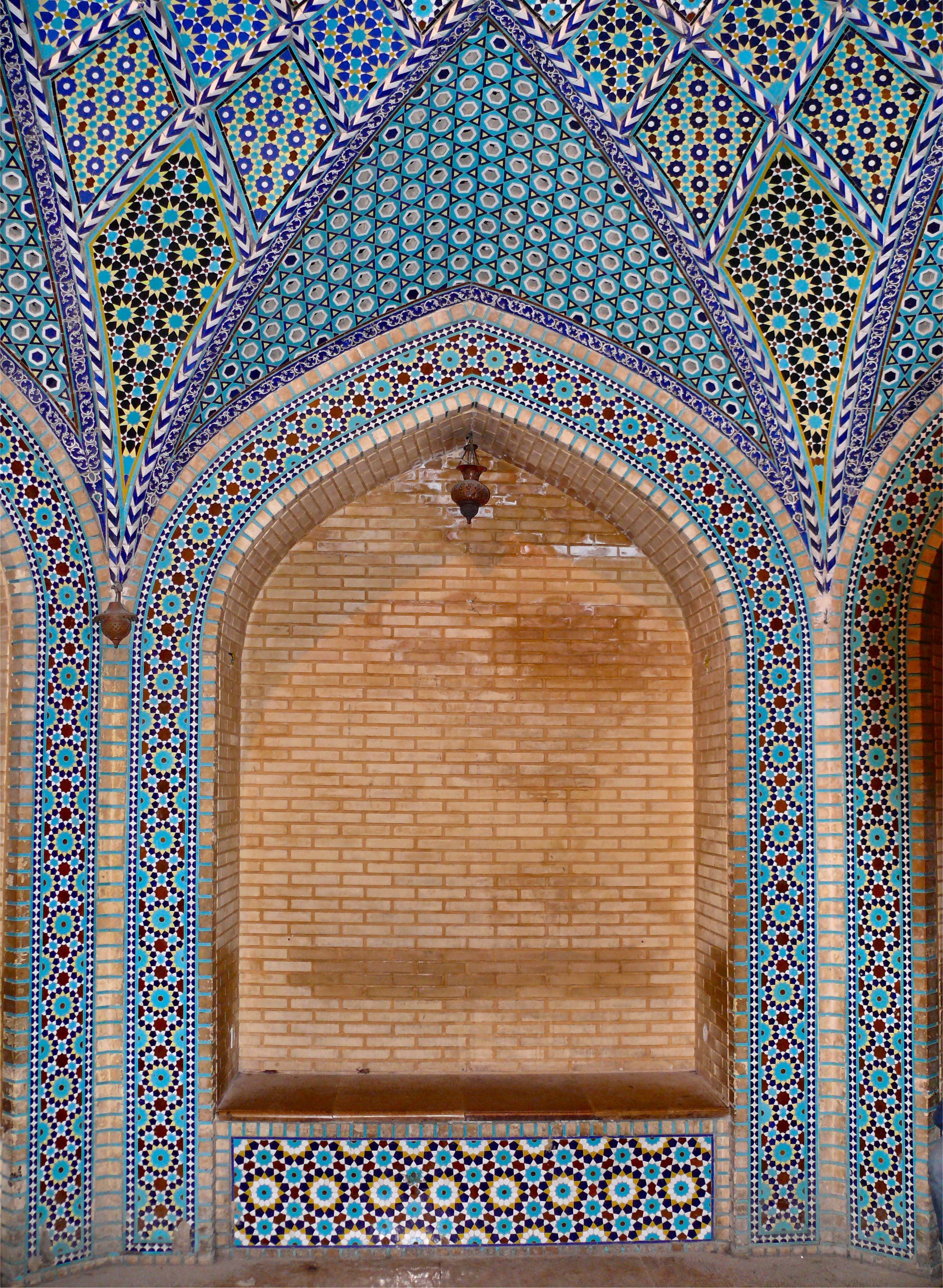
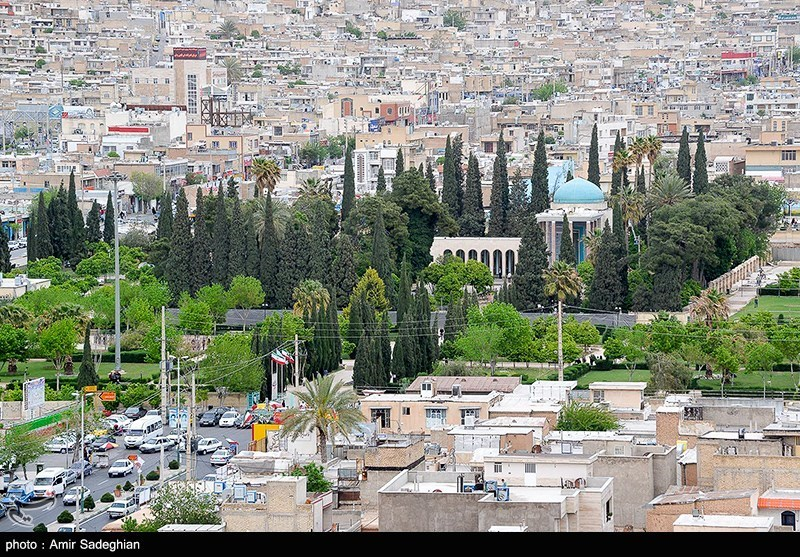
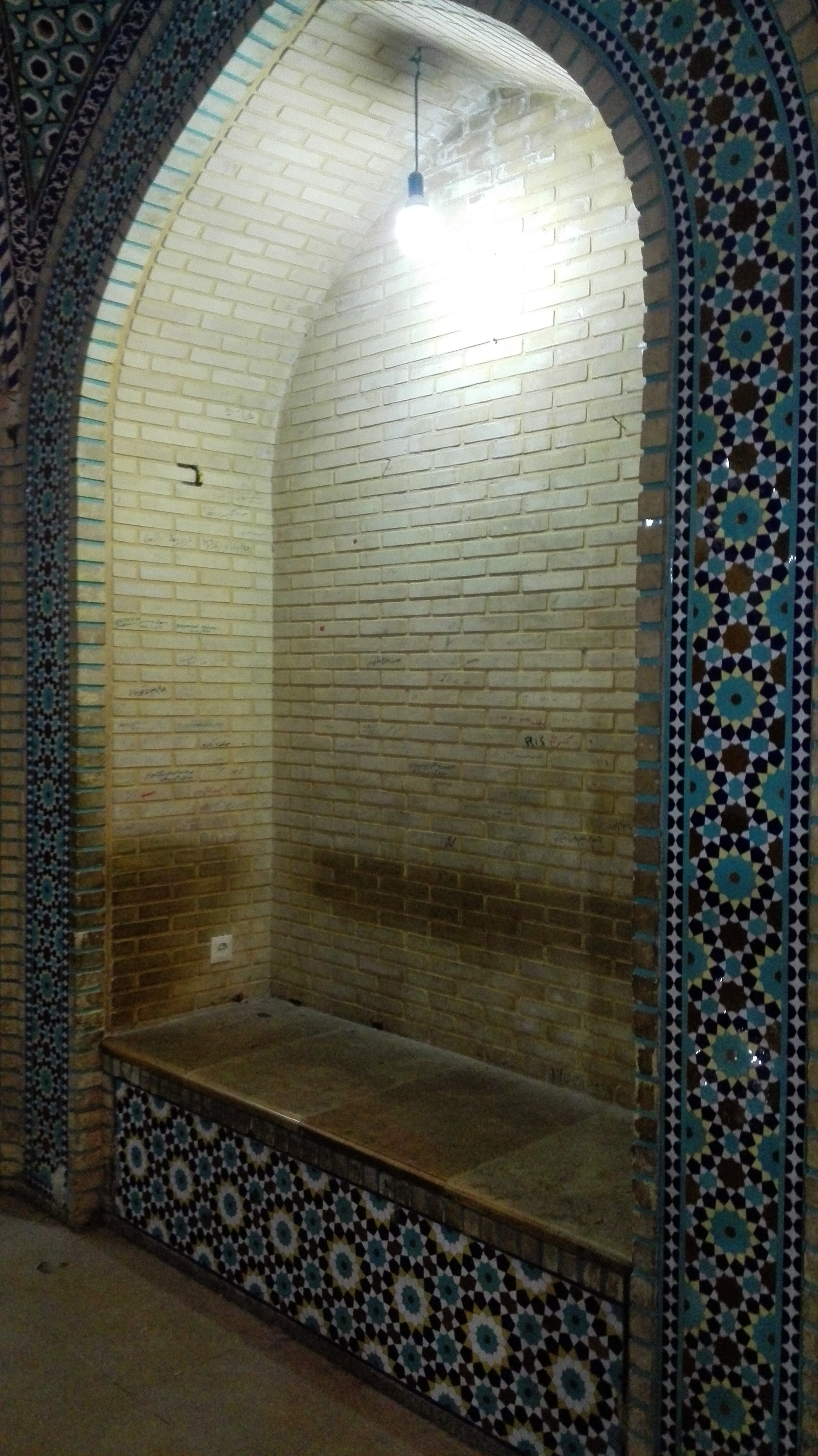
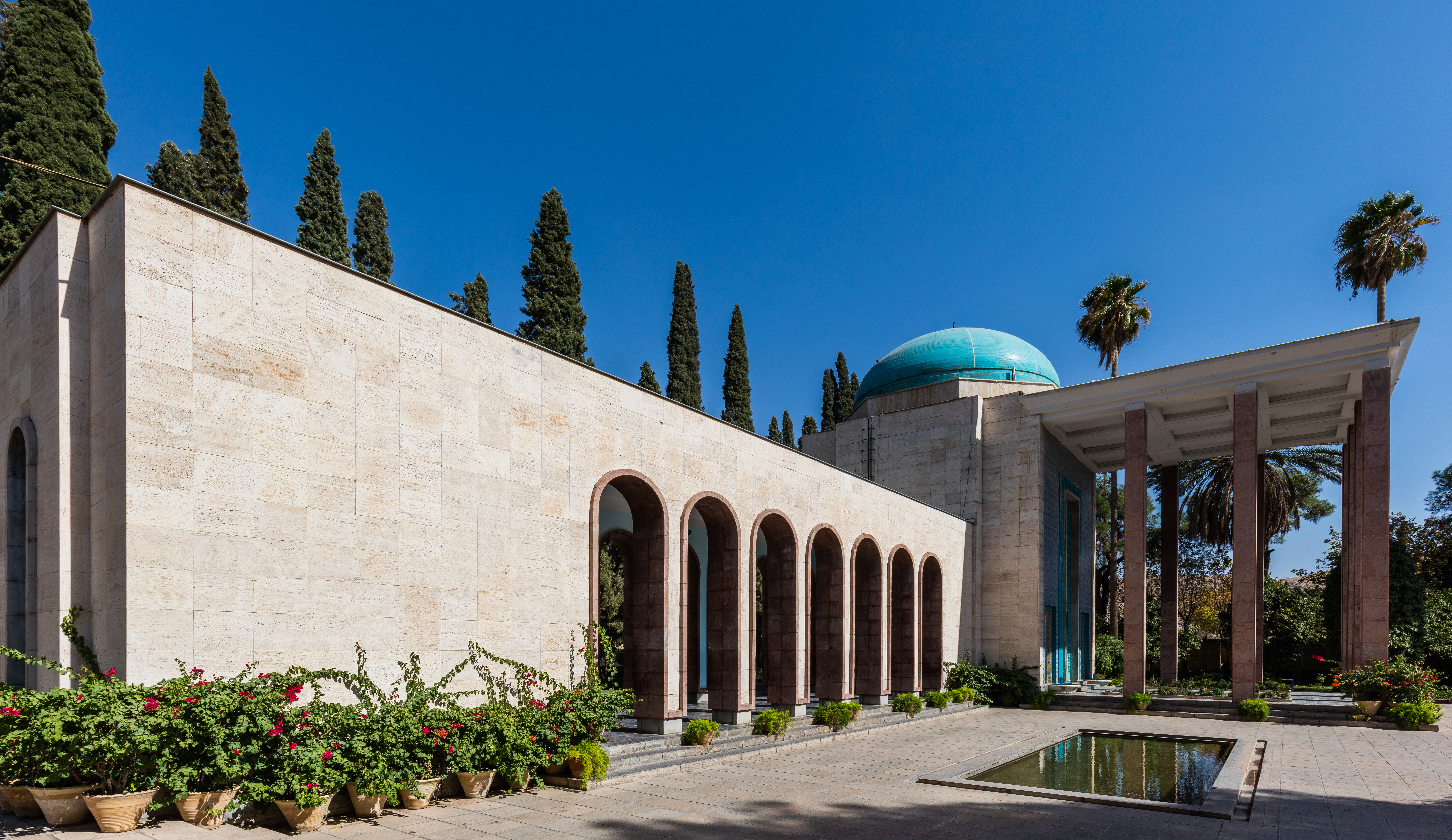
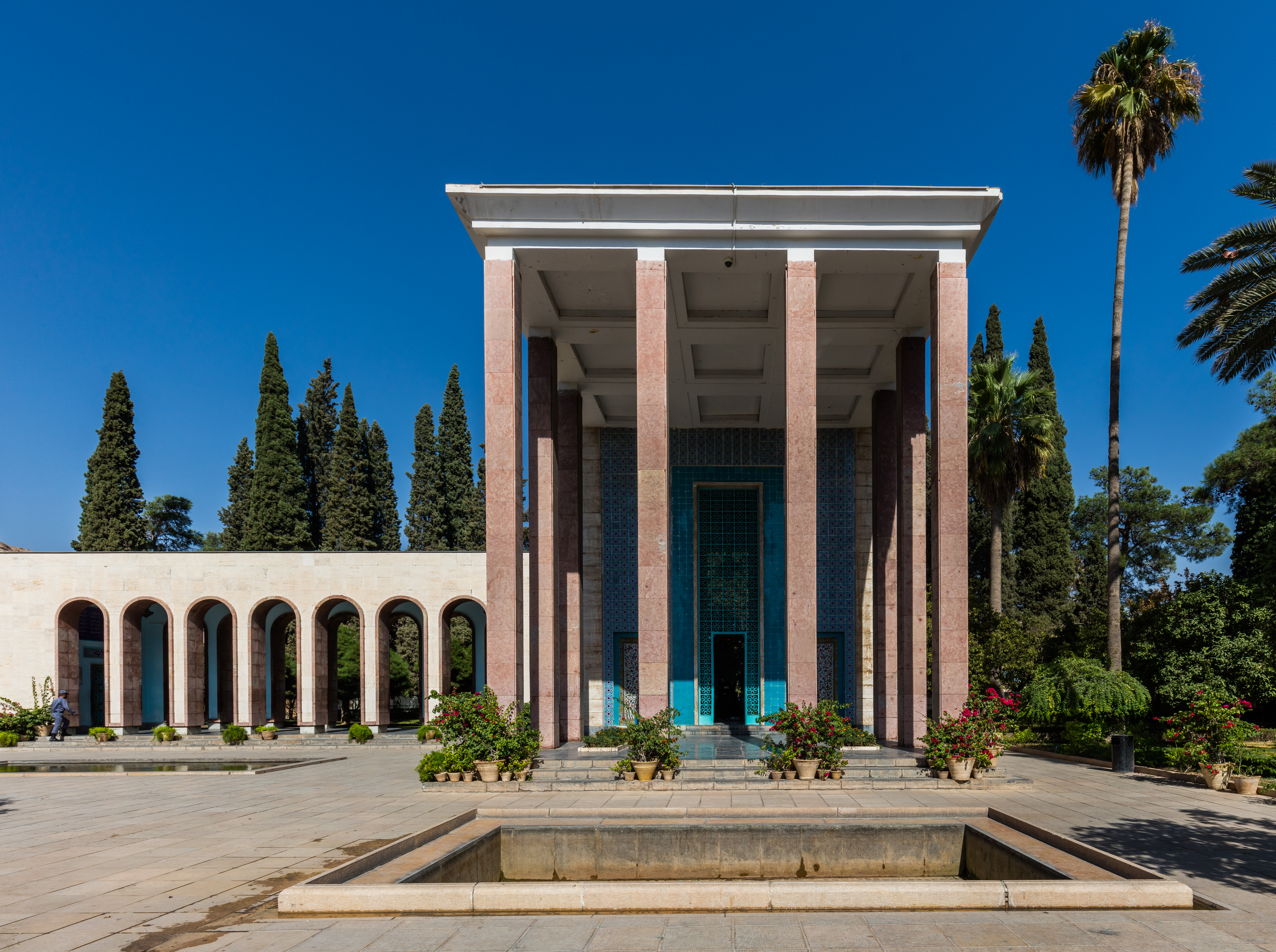

## تصویر روی اسکناس
| تصویر | تصویر | ارزش    | دوره چاپ            | سال چاپ                             |
| رو    | پشت   | ارزش    | دوره چاپ            | سال چاپ                             |
| ----- | ----- | ------- | ------------------- | ----------------------------------- |
|       |       | ۱۰۰٬۰۰۰ | جمهوری اسلامی ایران | ۱۳۸۹ سری روح‌الله خمینی              |
|       |       | ۱۰۰٬۰۰۰ | جمهوری اسلامی ایران | ۱۳۹۹ سری میان‌نسلی با چهار صفر کمرنگ |